# Прибрежное (Ульяновская область)
Прибрежное — село в Старомайнском районе Ульяновской области, административный центр Прибрежненского сельского поселения.

## География
Расположенное в 7 км к югу от Старой Майны и в 44 км до областного центра Ульяновск.

## История
История Прибрежного началась с конца XIX века с основания хутора «Грачёвъ», который принадлежал дворянину Николаю Михайловичу Наумову из села Головкино, который построил здесь паровую мельницу и конный завод рабочих сортов.
В 1918 году земли и хутор отошли в намечаемый Головкинский совхоз, но затем, 24 ноября 1923 года, хутор был передан сельхозартели имени Красина, образованной крестьянами из Большой Кандалы. Но она долго не просуществовала и вскорости была закрыта. А 25 июля 1928 года сельхозартель имени Красина была восстановлена крестьянами из деревни Кремёнские Выселки. Но и она, после двух лет работы, не состоялась, потому хутор и земли артели были отведены Старомайнскому совхозу «Свиновод». Старомайнский совхоз имени Яковлева был образован 16 августа 1930 года и первоначально контора совхоза находилась в Старой Майне, потому и название совхоза «Старомайнский». 27 апреля 1931 года совхозу был отведён второй земельный участок, в том числе и хутор Грачёв.
Как село хутор состоялся, когда в связи со строительством Куйбышевского водохранилища, сюда с 1952 года стали переселяться жители сносимого села Головкино. В 1954 году на бывший хутор перенесли из Головкино двухэтажное деревянное здание под контору, которая позже сгорела.
В 1959 году в село—совхоз «Старомайнский» произведена передача землепользования и имущества колхоза «Память Ленина» (Головкино) и четвёртой бригады колхоза имени Чапаева.
27 мая 1960 года в совхоз вошёл колхоз имени Мичурина (Дмитриево-Помряскино) с его землепользованием и имуществом, в этом же году сменилось название — вместо «Старомайнский—Свиносовхоз», хозяйство стало именоваться «Старомайнский—Птицесовхоз».
3 июня 1967 года Указом ПВС РСФСР центральная усадьба совхоза «Старомайнский» переименован в село — Прибрежное.
В 1971 году совхоз «Старомайнский» за большие производственные успехи награждён орденом Ленина.
В 1975 году из совхоза выделилась птицефабрика (ныне птицефабрики «Прибрежная»), в этом же году в селе построена новая двухэтажная школа.
В 2005 году село стало административным центром Прибрежненского сельского поселения.

## Население
| Год  | Число дворов | Число жителей | Примечания                                        |
| ---- | ------------ | ------------- | ------------------------------------------------- |
| 1890 | 1            | 56            | Хутор Грачёв, есть паровая мельница, конный завод |
| 1910 | 1            | 72            | есть пчельник                                     |
| 1959 |              | 662           | В 1959 году село—совхоз «Старомайнский»           |
| 1999 | 453          | 1255          |                                                   |
| 2010 |              | 1179          |                                                   |

## Известные люди
- В 1966 году кавалерами ордена Ленина стали: Геннадий Петрович Григорьев, Екатерина Федоровна Фокина, орденом Красного Знамени награждены: Герасим Петрович Погодин, Иван Осипович Самойлов.
- В 1970 году директор совхоза Форофонтьев И. П. был награждён орденом Ленина.

## Инфраструктура
В селе есть: средняя школа, Дом культуры, усадьба совхоза «Старомайнский».

## Достопримечательности
- Памятник воинам, погибшим в Великой Отечественной войне, (2010 г.)[9]